# HH 24-26
HH 24-26 — молекулярное облако, а также область звездообразования, содержащая объекты Хербига — Аро HH 24, HH 25 и HH 26. Это область с наибольшей концентрацией астрофизических джетов среди известных подобных областей. Молекулярное облако расположено на расстоянии около 1400 световых лет от Солнца в тёмном облаке L1630, являющейся частью молекулярного облака Орион B.
Облако содержит несколько протозвёзд (две класса 0 и одну класса I) и четыре инфракрасных источника на более поздней стадии эволюции. Три протозвезды ответственны за активность объектов Хербига — Аро.

## Наблюдения
Тёмное облако L1630 также содержит NGC 2071 и туманность Пламя. HH 24-26 расположено всего в нескольких угловых минутах к югу от Мессье 78.

## HH 24

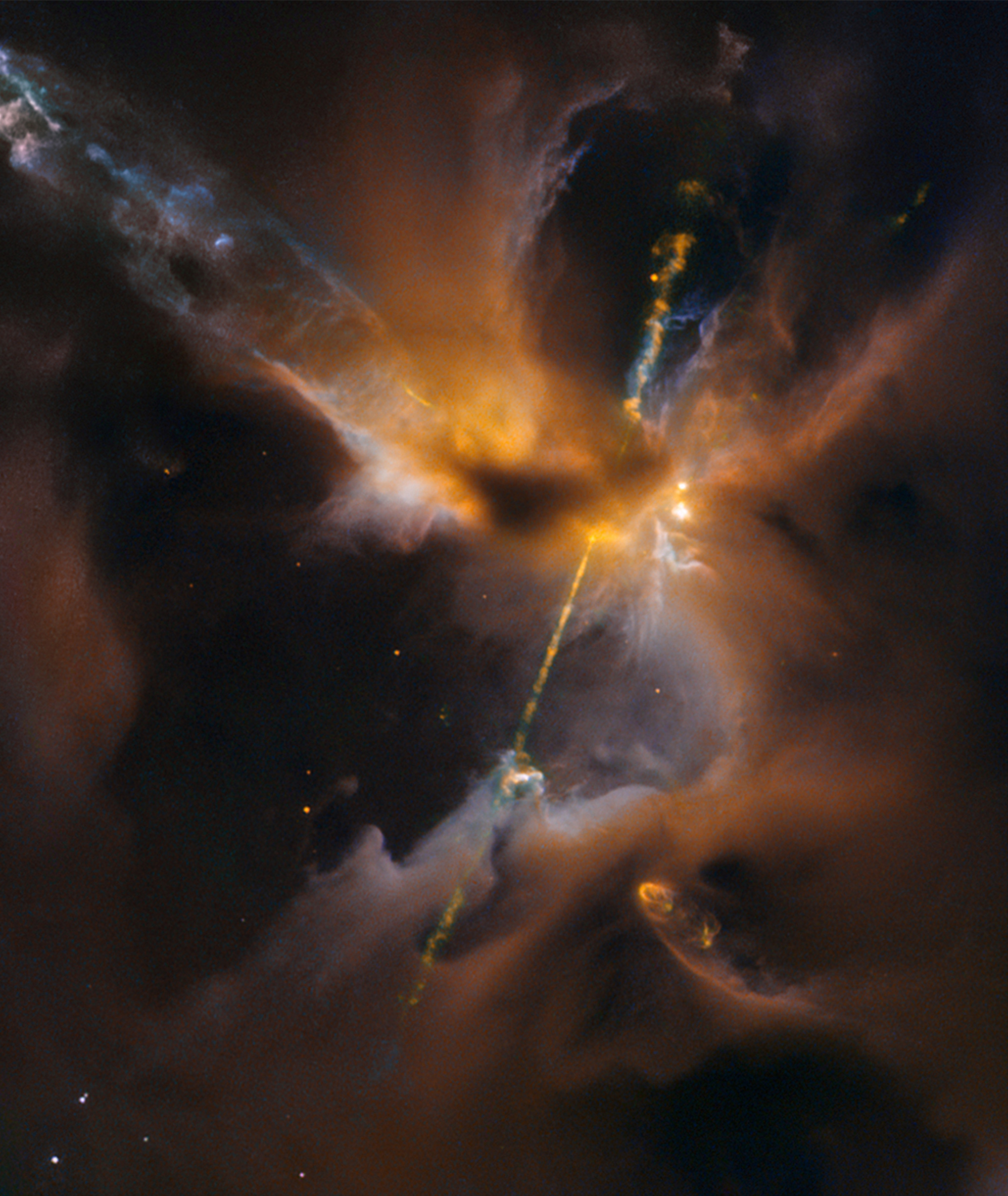
Изображение HH 24, полученное телескопом Хаббл

Изображение HH 24, полученное телескопом Хаббл, является, по всей видимости, наиболее известным изображением этого объекта. HH 24 напоминает по форме световой меч из произведений научной фантастики, а публикация изображения пришлась на время выхода седьмого эпизода киносаги Звёздные войны.
HH 24 содержит протозвезду класса 0, которая может являться двойной протозвездой. Диски вокруг этих объектов расположены под некоторым углом друг к другу, что является признаком турбулентной фрагментации.